# Augustin Pavlović
Augustin Pavlović (Dol, 30. studenoga 1916. –
Zagreb, 21. travnja 2004.) bio je hrvatski katolički svećenik, dominikanac i prevoditelj.

## Životopis
Rođen je u Dolu na otoku Hvaru 30. studenog 1916. godine. Kršten je imenom Šimun. Osnovu školu pohađao je u rodnom mjestu, te od 1927. do 1930. građansku školu u Starom Gradu. Dominikansku klasičnu gimnaziju pohađao je u Bolu na Braču, a nakon dvije godine odlazi u Dubrovnik. Tamo je maturirao i 1936. godine te je stupio u dominikance uzevši redovničko ime Augustin.
Nakon što se razbolio tuberkulozom, bio je upućen 1938. na oporavak u Olomouc u Češkoj te je tamo zaređen 1942. za svećenika. Tamo je do 1950. predavao više filozofskih i teoloških predmeta te je nastavio studij teologije i filozofije na tamošnjem Filozofskom fakultetu. Nakon dolaska komunista bio je jedno vrijeme zatočen u logorima Broumov i Kralyk. Oslobođen je 1951. godine te odlazi prvo u Beč, a zatim u Rim. Tamo je pohađao posebnu školu za učitelja novaka i studenata. Tamo je jedno vrijeme bio član Leoninskog povjerenstva za izdavanje djela sv. Tome. Potkraj 1951. godine odlazi u Torino, gdje je na Generalnom studiju talijanskih dominikanaca do 1955. predavao filozofske i teološke predmete. Po dolasku u Hrvatsku do 1967. bio je učitelj novaka i studenata u Dubrovniku. Zatim je u Zagrebu bio tajnik provincijala i urednik Vjesnika Provincije do 1979. godine. Umro j^e u Zagrebu 21. travnja 2004. godine.
Prevodio je djela sv. Augustina, sv. Alberta Velikoga, sv. Katarine Sijenske, Savonarole, Frane Petrića, Gjure Baglivija, Yvesa Congara, Ivana Pavla II. te dvadesetak djela Tome Akvinskog.

## Počasti
- Europska nagrada za promicanje ljudskih prava (1995.)[1]
- Naslov učitelja svete teologije dominikanskog reda (1998.)[1]
- Dvojezični njemačko-hrvatski zbornik Dijalog. Na putu do istine i vjere, u povodu 80. obljetnice njegova rođenja (1996.)[1]

### Novinski članci
- Lončarević, Vladimir. 2018. Dominikanac prevoditelj Augustin Pavlović »doktor« za »anđeoskoga doktora«. Glas Koncila. Pristupljeno 19. travnja 2025.